# Mirrors (canción de Natalia Kills)
«Mirrors» —en español: «Espejos»— es una canción interpretada y escrita por la artista Británica Natalia Kills. Fue escrita por Kills así como con Akon, quien también se encargó de la producción de la misma, e incluida en su álbum de estudio debut, Perfectionist.
El sonido y la canción han sido descritos como «más brillante y pegadizo» que el resto del álbum, aunque todavía tiene un estilo pop relativamente oscuro a la letra. El video de este sencillo fue lanzado el 10 de enero de 2012. La publicación de la canción se ha retrasado por razones desconocidas, ya que se suponía que debía salir en el 2011. 

## Vídeo musical
El video musical para Mirrors fue estrenado en YouTube el 29 de noviembre de 2010, en su cuenta oficial de VEVO. El vídeo, dirigido por Guillaume Doubet, comienza con la aplicación de lápiz labial rojo por Kills, mientras que el instrumental de la canción suena de fondo. A continuación, los silencia la música y el sonido de pasos se escucha, como la muerte se acerca a un espejo roto. Después de escuchar un ruido detrás de ella, ella mira por encima del hombro, como su reflejo se vuelve para mirarla. El video esta dividido en tres segmentos "Vanidad", "Control" y "Sexo". En el vídeo se intercalan imágenes de Muerte (En ocasiones sostiene un hacha) y escenas de ella en un cuarto oscuro rodeado de objetos rotos, cadenas y espejos quebrados. En los últimos actos muestra su desempeño y atención directamente sobre el cráneo, el cual hace referencia a las imágenes de William Shakespeare Hamlet. Hacia el final del video, Kills es vista esposada y encadenada mientras está sentada en el suelo, así como también seduce a un hombre con los ojos vendados.

## Formatos
| Descarga digital |           |          |  |
| N.º              | Título    | Duración |  |
| 1.               | «Mirrors» | 3:16     |  |

| Descarga digital — Remix EP |                                               |          |  |
| N.º                         | Título                                        | Duración |  |
| 1.                          | «Mirrors» (Sketch Iz Dead Remix Remix)        | 4:15     |  |
| 2.                          | «Mirrors» (Doctor Rosen Rosen Rx Remix Remix) | 4:49     |  |
| 3.                          | «Mirrors» (Moto Blanco Dub Remix)             | 7:10     |  |
| 4.                          | «Mirrors» (Purple Crush Remix)                | 4:06     |  |

## Posicionamiento en listas

### Semanales
| País              | Lista                           | Mejor posición |
| ----------------- | ------------------------------- | -------------- |
| Alemania          | German Singles Chart            | 2              |
| Austria           | Austrian Singles Chart          | 6              |
| Bélgica (Flandes) | Belgian Ultratop 50             | 18             |
| Canadá            | Canadian Hot 100                | 46             |
| Estados Unidos    | Billboard Dance/Club Play Songs | 3              |
| Estados Unidos    | Billboard Digital Songs         | 8              |
| Polonia           | Polish Singles Chart            | 2              |
| Suiza             | Swiss Singles Chart             | 52             |

- Datos: Q1299523